# 日華議員懇談會
| 日語原文     |                         |
| 假名         |                         |
| 平文式羅馬字 | Nikka giin kondankai    |
| 成立日期     | 1973年3月14日           |
| 成員所屬     | 日本眾議院 · 日本參議院 |

日華議員懇談會，簡稱日華懇，是日本國會的一個跨黨派議員聯盟，主要在於日本與中華民國斷交之後，促進双方國會議員的交流，維持双方之間的關係。
日華懇的前身是「日華關係議員懇談會」（日華関係議員懇談会），成立於日本與中華民國斷交之後的1973年3月14日，由灘尾弘吉、藤尾正行、中川一郎、玉置和郎、田中龍夫、渡邊美智雄等議員發起，第一任會長為灘尾弘吉。此議員聯盟原本僅為自由民主黨內的政團，於1997年自民黨分裂後，開放親台灣的各黨派議員加入，改組為跨黨派的議員聯盟，並更名為「日華議員懇談會」。加入議員最多時曾達300人，約佔國會總議員數的40%。
現任的會長為自由民主黨黨籍的前國家公安委員會委員長古屋圭司。由於2009年8月第45屆日本眾議院議員總選舉時，大批自民黨籍的日華懇議員落選，因此2009年11月時日華懇的人數縮減至188名（自民黨103名、民主黨67名、其他政黨18名）。之後，自民黨的支持率回升，2014年3月時，加入日華懇的國會議員有284名。
截至2025年3月，會員數有288人。

## 親台議員聯盟
除了日華懇以外，日本國會尚有下列親台議員聯盟：
- 日本台灣友好議員聯盟（日本・台湾友好議員連盟）
- 青年議員日台經濟文化交流促進會（日台経済文化交流を促進する若手議員の会）
- 日本台灣友好議員懇談會（日本台湾友好議員懇談会）
- 日本台灣安保經濟研究會（日本･台湾安保経済研究会）

在中華民國立法院，則有台日交流聯誼會，由民進黨籍游錫堃擔任會長，亞東國會議員友好協會，由民進黨籍郭國文擔任會長。